# Namea dahmsi
Espèce
Namea dahmsi est une espèce d'araignées mygalomorphes de la famille des Anamidae.

## Distribution
Cette espèce est endémique du Queensland en Australie. Elle se rencontre vers Brisbane, Cabarlah, Boonah et sur le mont Nebo.

## Description
La carapace du mâle holotype mesure 9,38 mm de long sur 8,29 mm et l'abdomen 9,50 mm de long sur 5,80 mm et la carapace de la femelle paratype mesure 8,87 mm de long sur 7,46 mm et l'abdomen 10,42 mm de long sur 6,88 mm.

## Étymologie
Cette espèce est nommée en l'honneur d'Edward Clive Dahms.

## Publication originale
- Raven, 1984 : A new diplurid genus from eastern Australia and a related Aname species (Diplurinae: Dipluridae: Araneae). Australian Journal of Zoology Supplementary Series, no 96, p. 1-51.